# Râul Secu, Timiș
Râul Secu este un afluent al râului Pogăniș. 

## Hărți
- Harta Județului Caraș-Severin